# Zakłady Samochodowe Jelcz SA
La firma Jelcz es un fabricante y marca polaca de camiones, buses  y de trolebuses producidos estos en las instalaciones de una antigua planta carrozadora, la Zakłady Samochodowe Jelcz SA (ZS Jelcz SA), una división de la Jelczańskie Zakłady Samochodowe (en español: Fábrica de Automóviles de Jelcz o JZS). Actualmente esta compañía opera bajo el nombre de Jelcz-Komponenty Sp. z OO, que ahora es una industria enfocada en la producción de camiones y componentes para transportes militares.

## Historia

### Los inicios
En 1952, por una decisión donde se decidió tomar las instalaciones anteriormente germanas para comenzar la producción de camiones, se hace uso de una planta militar abandonada en Jelcz. La compañía denominada luego "Zakłady Budowy Nadwozi Samochodowych" ("Fábrica de carrocerías para camiones") sería luego establecida. Tras la reconstrucción de dicha factoría, su nombre como razón corporativa sería modificada con el desarrollo de conceptos y la construcción ya de camiones y carrocerías para las plantas de camiones Lublin y Star.

### Durante el comunismo

#### Inicios
Uno de los primeros vehículos desarrollado en dicha planta fue llamado el "ZBNS", un autobús de corte estéticamente bien logrado, que se conoce comúnmente en Polonia como el "escarabajo". Los chasis de los camiones "Star 20" eran los usados para su construcción, por su bastidor cerrado, lo que le daba a la carrocería construida en el una capacidad de porte para llevar hasta 25 pasajeros. Su muy rudimentaria construcción no hacía del viaje en este un trayecto placentero, pero dada la escasez de buses; era una solución mucho más segura y fiable que la de los viajes en camiones de transporte de cargas regulares. La producción de estos vehículos se inició en 1954. El "escarabajo Star" fue usado principalmente por las empresas proveedoras de servicios de transporte a los trabajadores de otras industrias.
Conscientes de la temporalidad de esta solución se desarrolló en Jelcz un modelo "real" de autobús, basado en el diseño de modelos antiguos. En mayo de 1955 se presentó un prototipo de autobús interurbano llamado "Star Jot 55". Sin embargo, la producción del Jot 55 fue hecha por corto tiempo dadas sus pobres especificaciones. Se consideró, además, que no había necesidad de mantener en simultánea la producción de dos diferentes modelos de buses y aparte de tamaño similar. Según el gobierno comunista de aquel entonces, se consideró más necesaria la de un autobús con capacidad para unas 50 personas. Los trabajos de diseño e ingeniería del vehículo fueron encabezados por BKPMot, con sede en Varsovia. 
En 1957, se construyó un prototipo llamado el Jelcz Odra A-81, basado en el chasis de un camión de la firma con el nombre de Bisónte. Surgieron graves problemas con la ubicación de la producción de los buses denominados Bison, y el hecho de que el bus prototipo era sólo el reflejo de las primeras etapas de un largo proceso de diseño y de investigación, el coste de su desarrollo aparte era abultado, resultaron en la decisión de vender la licencia de producción a un gobierno extranjero. El 6 de diciembre de 1958, el gobierno polaco celebró un contrato de cesión de la licencia de la producción a un fabricante en Checoslovaquia, para ensamblar y carrozar a partir de chasis de camiones de Škoda de buses del modelo Škoda 706 RTO con carrocerías del fabricante Karosa.
En preparación para la producción de carrocerías, los talleres de la firma se adaptaron y se fusionaron con una planta de reparaciones de coches en Jelcz Zaklady. La entidad resultante adoptó el nombre de Fábrica de camiones y coches de Jelcz.
La primera serie, de 20 unidades; fueron montadas con piezas enviadas desde la fábrica Karosa, a finales de 1959; algunas fuentes dicen que tan sólo fueron hechas allí 4 unidades en ese momento. A estas se les dio el nombre de Jelcz. Al año siguiente, ya se habían fabricado cerca de 200 unidades. La producción aumentó de manera constante, todo con el objetivo de orientarse en la producción de hasta 1500 unidades por año. Poco a poco se empezarían a sustituirle las partes de la carrocería, hasta ahora de importación; y los trenes de sostén y tracción, hechos por completo en Checoslovaquia, y se empezarían a usar partes 100% polacas.

#### Entre 1960 a 1975
En 1963, se adaptó las líneas de la Fábrica de coches Jelczańskie para producir en conjunto con la Jelcz una variedad de autobuses urbanos con la marca Jelcz. Una nueva variante, marcada con el nombre Jelcz 272MEX fue equipada con dos puertas de abertura neumática, ambas en la parte derecha del cuerpo. Se cambió su diseño de silletería y el de los interiores del vehículo, lo que le permitiría aumentar el número de pasajeros y facilitar la circulación de los pasajeros y su salida/ingreso. Este bus podía llevar hasta 81 pasajeros, y de estos iban hasta 28 personas en los asientos. Las mejoras de la ventilación y la calefacción del interior inmediatamente le dieron clase internacional a sus interiores, pero se dio mucho peso en su bastidor. Su velocidad tope se vería, desde luego; afectada al tan solo alcanzar hasta 60 km/h. 
En 1963, los trabajos de autobuses y diseños artísticos reunidos para el inicio de producción de los autobuses 702, una versión mejorada del modelo "Bison A80", hicieron curso. Se equiparon con las serie de motores S-560. La Empresa de Autobuses Municipales de Varsovia, que luchaba con la falta de conductores cualificados, decidieron entonces el pedir la construcción de autobuses articulados que pudieran llevar a muchos más pasajeros. Se tenía la idea de que con una gran cantidad de estos autobuses se podía mejorar la situación en el transporte de la ciudad capital.
En julio de 1963 se tomó la decisión de construir un vehículo articulado con dos chasis Jelcz dañados, pero como prototipo únicamente. En octubre, el prototipo con sus correcciones ya estaba listo y en pruebas de operación. Estos estudios y pruebas confirmaron la utilidad de este tipo de bus, lo que ayudaría la consolidación de su construcción, y le dieron sentido a este trascendental cambio. Los cuerpos de los elementos fueron conectados por una articulación de tipo rotulante. El eje trasero del vehículo era dirigido por el "cabezote" delantero; reduciendo su radio de giro. A medida que el eje trasero era producido, este utilizaba ya en sus modelos finales un eje de procedencia francesa, sacado de un autobús Chausson. 
Tras la introducción de mejoras tecnológicas, La planta de coches Jelczańskie desarrolló una serie de autobuses articulados AMP, etiquetados como "Jelcz AP02". Este vehículo podía transportar hasta 154 pasajeros, con 34 en los asientos. La longitud total del bus era de 17 750 milímetros (699 plg), y el peso en vacío de 12 840 kilogramos (28 307 lb). Aunque revolucionarios, estos autobuses eran producidos en cantidades muy reducidas, incluso en las variedades de servicios turísticos, que fueron marcados con la inscripción "Jelcz 014A Lux", al pie a los bordes laterales de los tragaluces en el techo, con lo que se diferenciaba de otros modelos similares. Situado dentro de las sillas, existieron unas muy cómodos respaldos, dándole una capacidad para hasta 33 pasajeros.
Además de la producción de los autobuses desarrollados, hubo una línea de producción dedicada a fabricar camiones de los siguientes modelos:
- Jelcz 315 - El primer camión de diseño Jelcz, equipado con un chasis Bison A80 modificado.
- Jelcz 317 - Cabezote tractor, en el que se basaron para la construcción de la serie Jelcz 315
- Jelcz 318
- Jelcz 420 - Serie de camiones de la JZS, desarrollada hasta 1978; es la actualización de los camiones de 8 toneladas. Su estudio de factibilidad se inició en 1980, y luego; todos los camiones fabricados después por la Jelcz provenían de las derivaciones de los modelos (y sus derivados) 400 y 600.

La oficina de diseño de la fábrica Jelcz trabajó en el momento en que el futuro requería que fuera producido un autobús grande de manufactura totalmente local. A principios del año 1964 se presenta un autobús turístico muy original llamado Odra 042. En el desarrollo de este vehículo también asistieron empleados de la "Universidad de Tecnología y Diseño de Wroclaw" y la "Escuela de Bellas Artes de Wroclaw". La construcción del prototipo sólo duró 8 meses, y el amplio reconocimiento de sus  distintivos paneles, los que le dan la silueta a los autobuses unas grandes dimensiones, dejaron un estado de excitación a sus pasajeros usuales. Cuatro luces delanteras, incrustadas en la parte frontal; están cubiertas con placas de plástico translúcidas. El diseño del bus fue adaptado al motor, que contaba con una capacidad de 125 kilovatios (168 HP) a 140 kilovatios (188 HP). El sistema de tracción era un clásico, de ejes rígidos y suspensión de ballestas, adjuntadas a un chasis en escalera en el que los mecanismos eran asociados, resolviendo de manera única el problema para alojar en conjunto una suspensión al sistema de dirección a las ruedas delanteras. En este se utilizaron dos ejes de dirección suspendidos en resortes planos longitudinales. El sistema de frenado se acciona de manera neumática, la longitud del autobús era de entre 8100 milímetros (319 plg) y 11 000 milímetros (433 plg) y su peso en vacío era entre 18 000 kilogramos (39 683 lb) y 23 000 kilogramos (50 706 lb). Según este fabricante, la velocidad máxima definida era de hasta 105 kilómetros (65 mi)/h. Este autobús, sin embargo, no estuvo a la altura en cuanto a sus cifras de producción.
Otro vehículo desarrollado por ingenieros de la JZS era un bus-remolque, denominado P01; y diseñado para su uso con una variedad de bus interurbano Jelcz. Dicho volquete fue construido con elementos de la carrocería y el chasis del bus. El alto grado de unificación le permitió su lanzamiento relativamente rápido a la producción.

## Actualidad
Entre los años 1954-2008 en las plantas de la Jelcz se produjo un total de 250000 camiones y autobuses aproximadamente.
Desde 2003, los camiones ya son producidos en pequeñas cantidades por la planta de Jelcz-Komponenty, en su conjunto para el ejército polaco -principalmente de los vehículos todo terreno-, y en muchos modelos a partir de una sola variante. En el 2005, 39 vehículos fueron producidos, y en el 2006 ya se había subido hasta las 66 unidades. En el año 2007 se entregaron 103, y entre el 2008 a 2009 209 unidades. En 2008, Jelcz-Komponenty comienza a atender la producción de vehículos porta-tropas para ser desplegados, usándose las cabinas de camiones corrientes, eso si blindadas; las que luego se designarían como Jelcz 146.
Para el año 2012, las actividades de la factoría de Jelcz se concentran en la producción de camiones de transporte de materiales pesados para la usanza militar y otros proyectos especiales (por ejemplo, el chasis para el sistema MLRS WR-40 Langusta). El 2 de abril de 2012, se dio la adquisición del 100% de participación en Jelcz komponenty por parte del industrias defensa y siderúrgica Huta Stalowa Wola. la planta de Jelcz-Komponenty es la propietaria de la documentación técnica y los derechos para la fabricación de autobuses. En sus instalaciones, su producción de 50 años seguiría siendo hecha en el mismo lugar.

El 18 de octubre de 2012 una oficina de dicha planta fue demolida con el fin de llevar a cabo de hacer mejoras varias.

## Productos

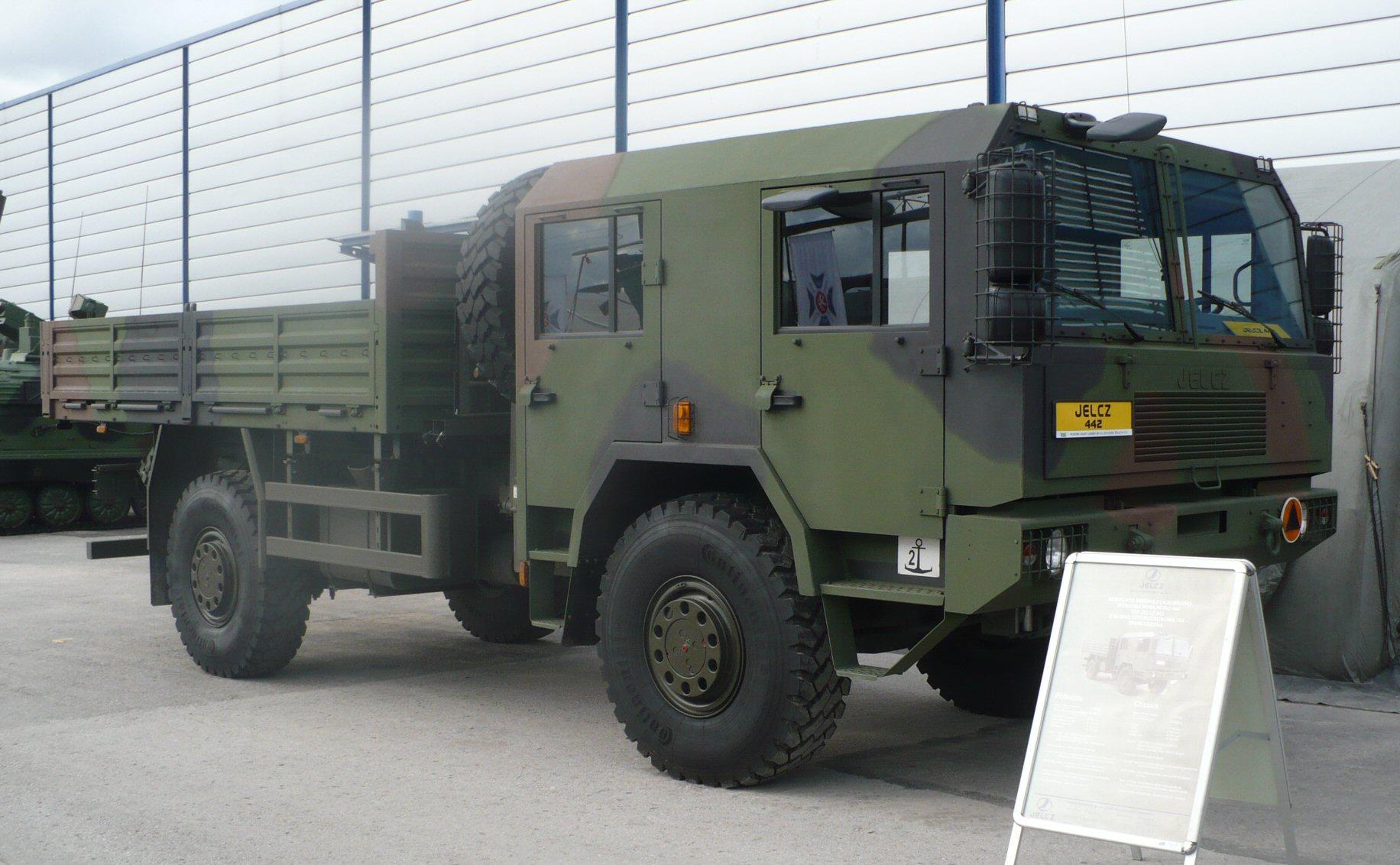
Un camión Jelcz S442 D28
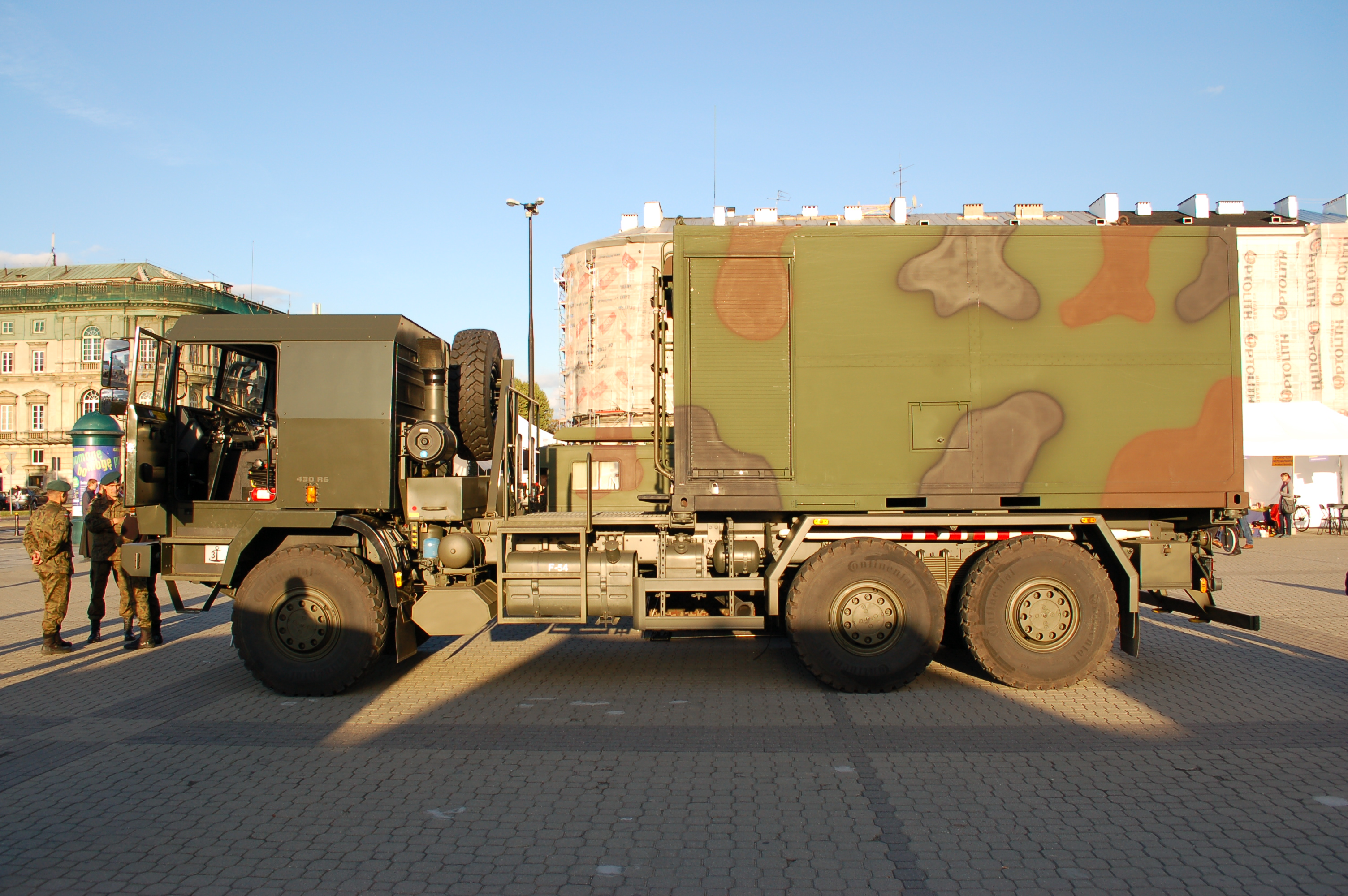
Un camión militar Jelcz P662, sistema Jaśmin
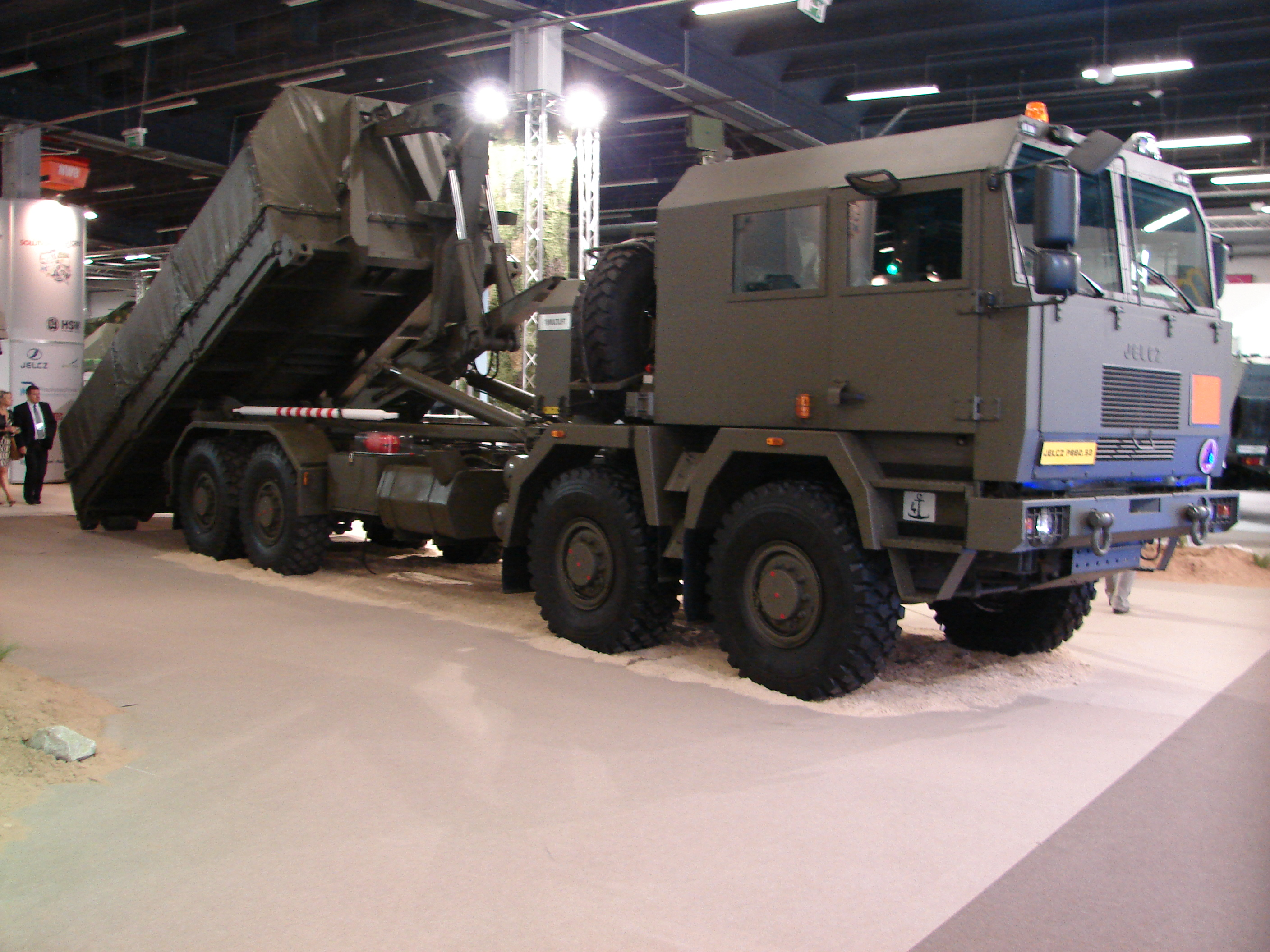
Un camión Jelcz P882 D53
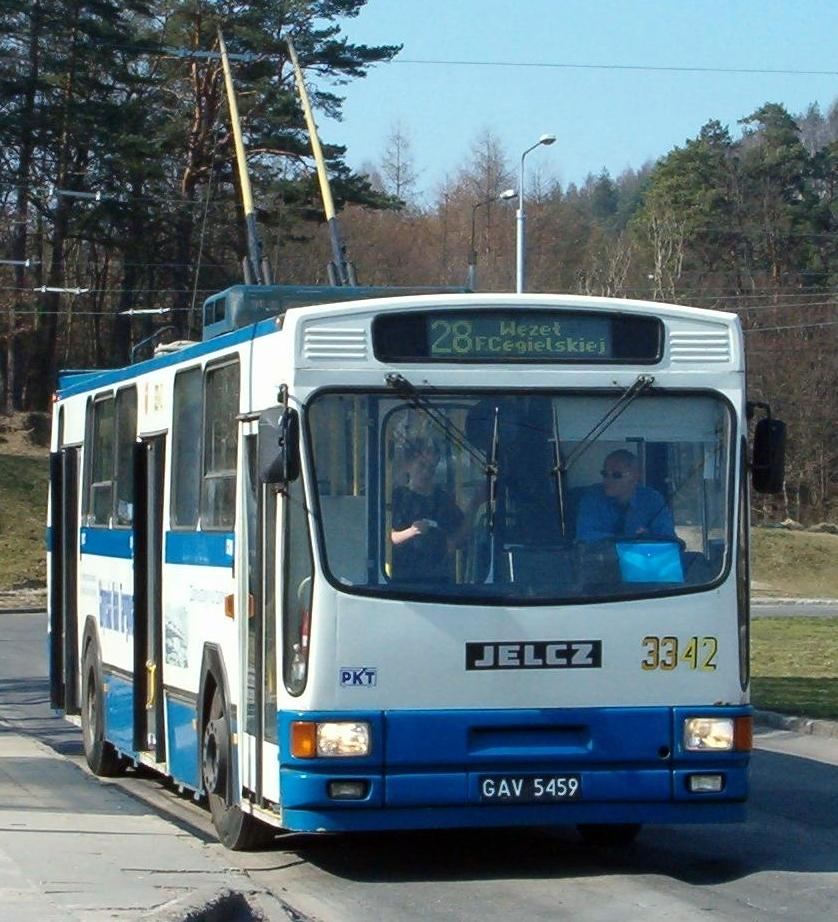
Un autobús Jelcz PR110E
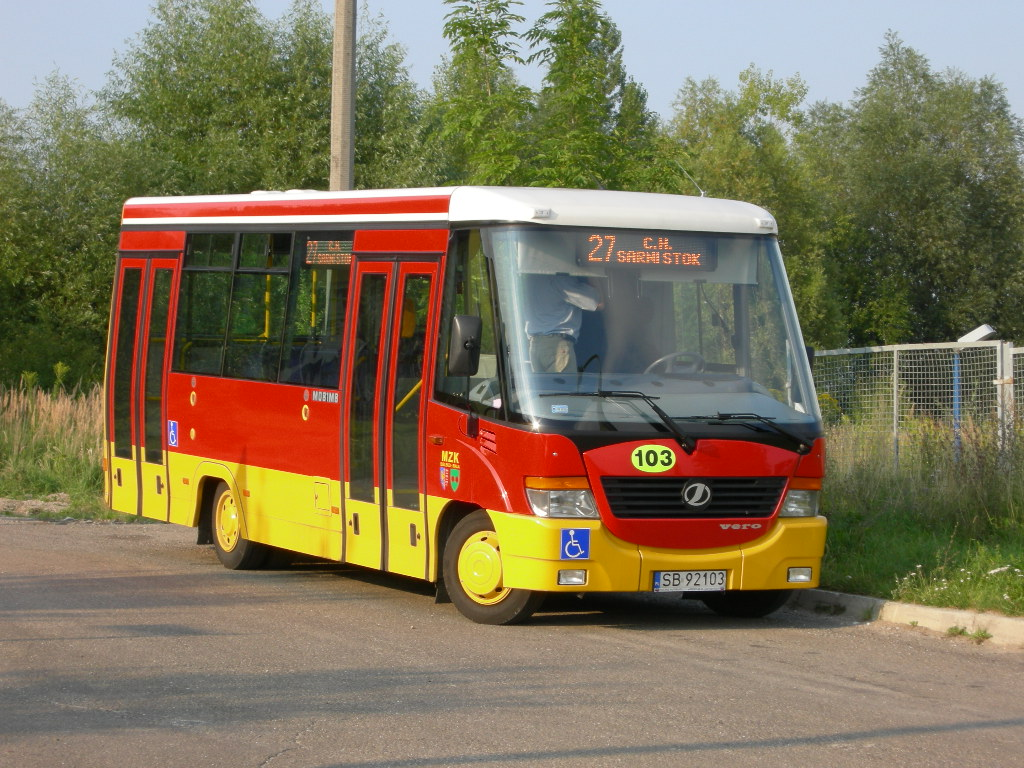
Un microbús Jelcz M081MB Vero
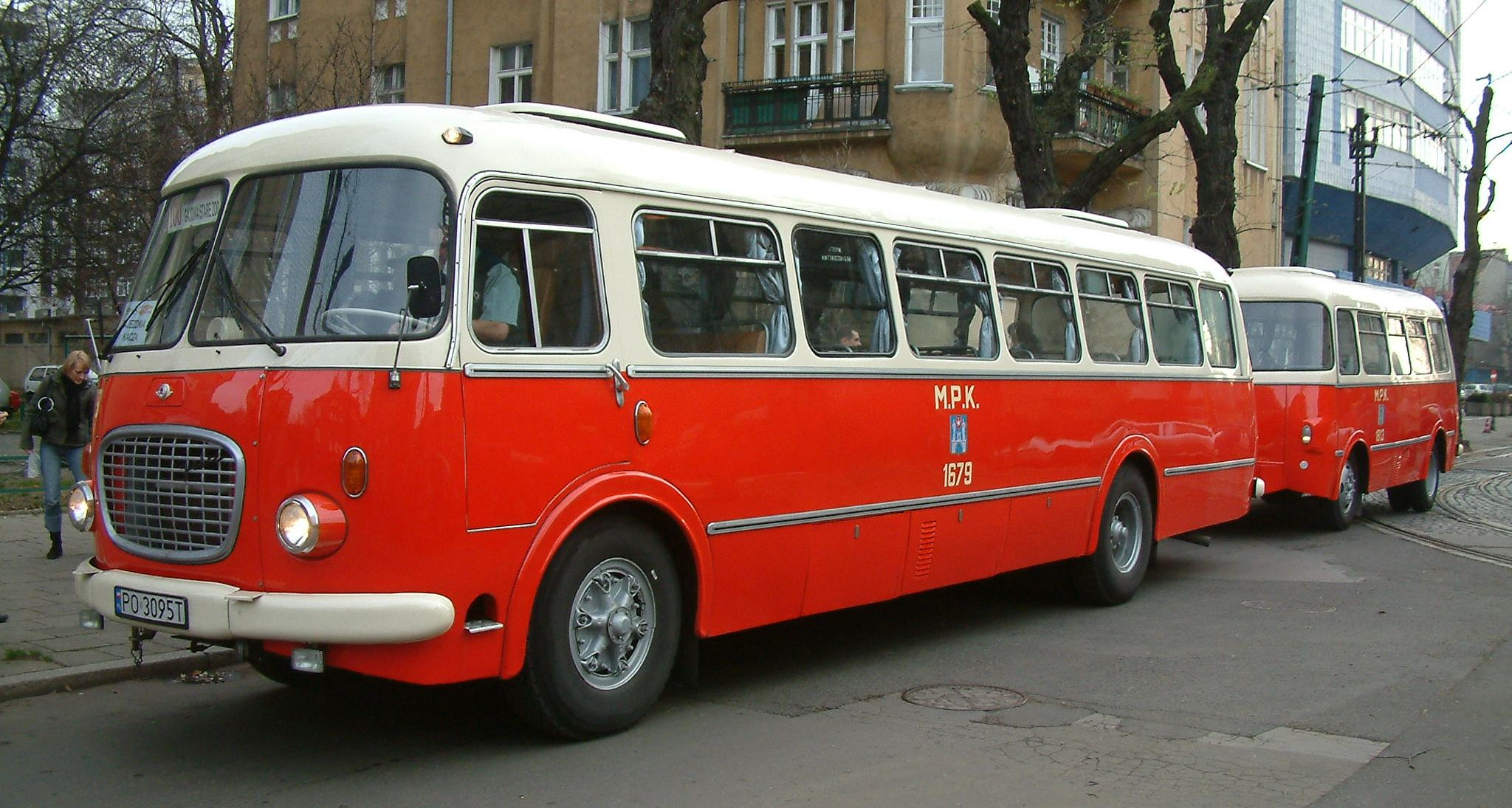
Unos autobuses Jelcz O43 y Jelcz P01
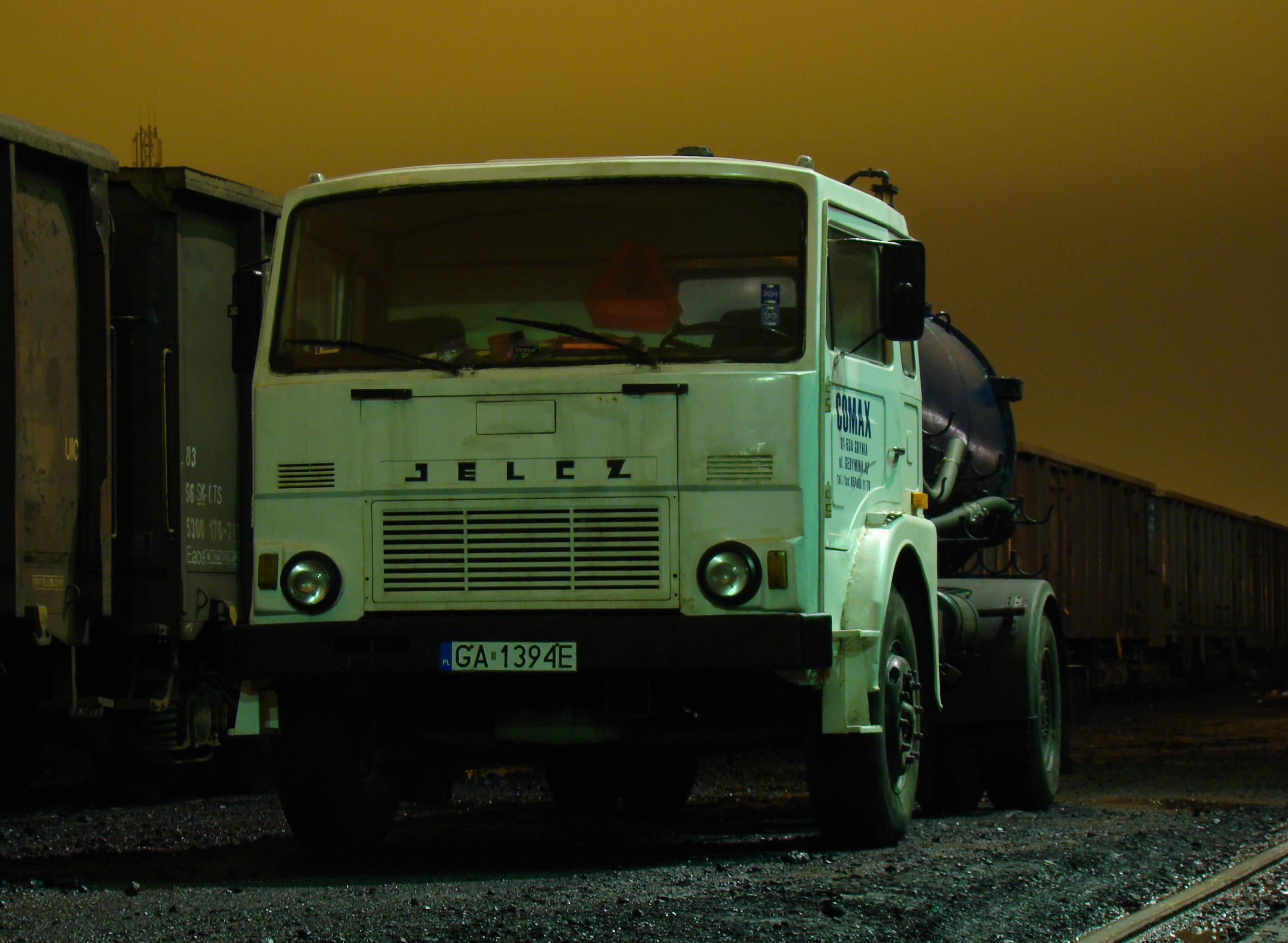
Un camión Jelcz 325
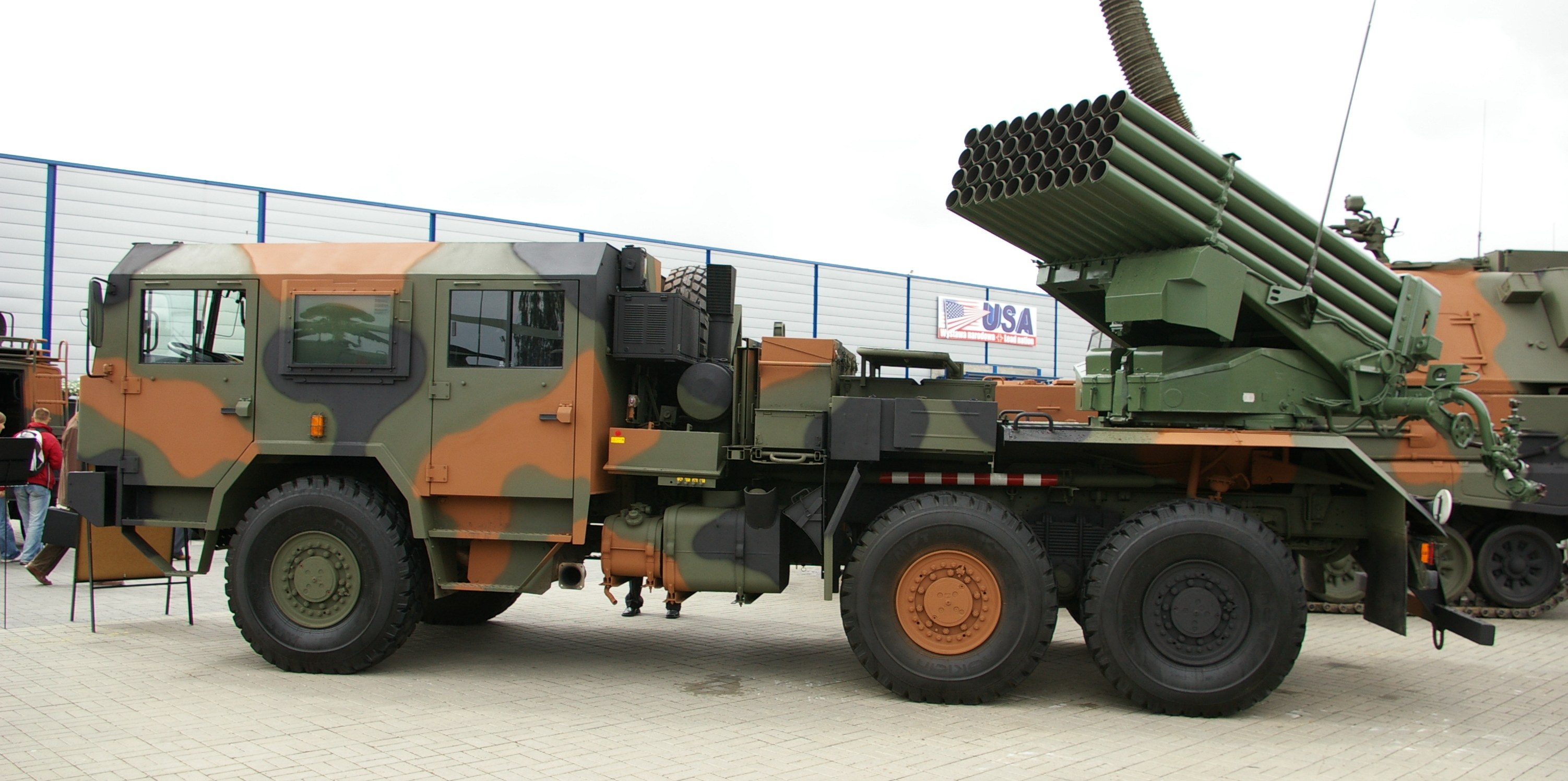
Un camión base para el sistema WR-40 Langusta (el Jelcz P662D.35)
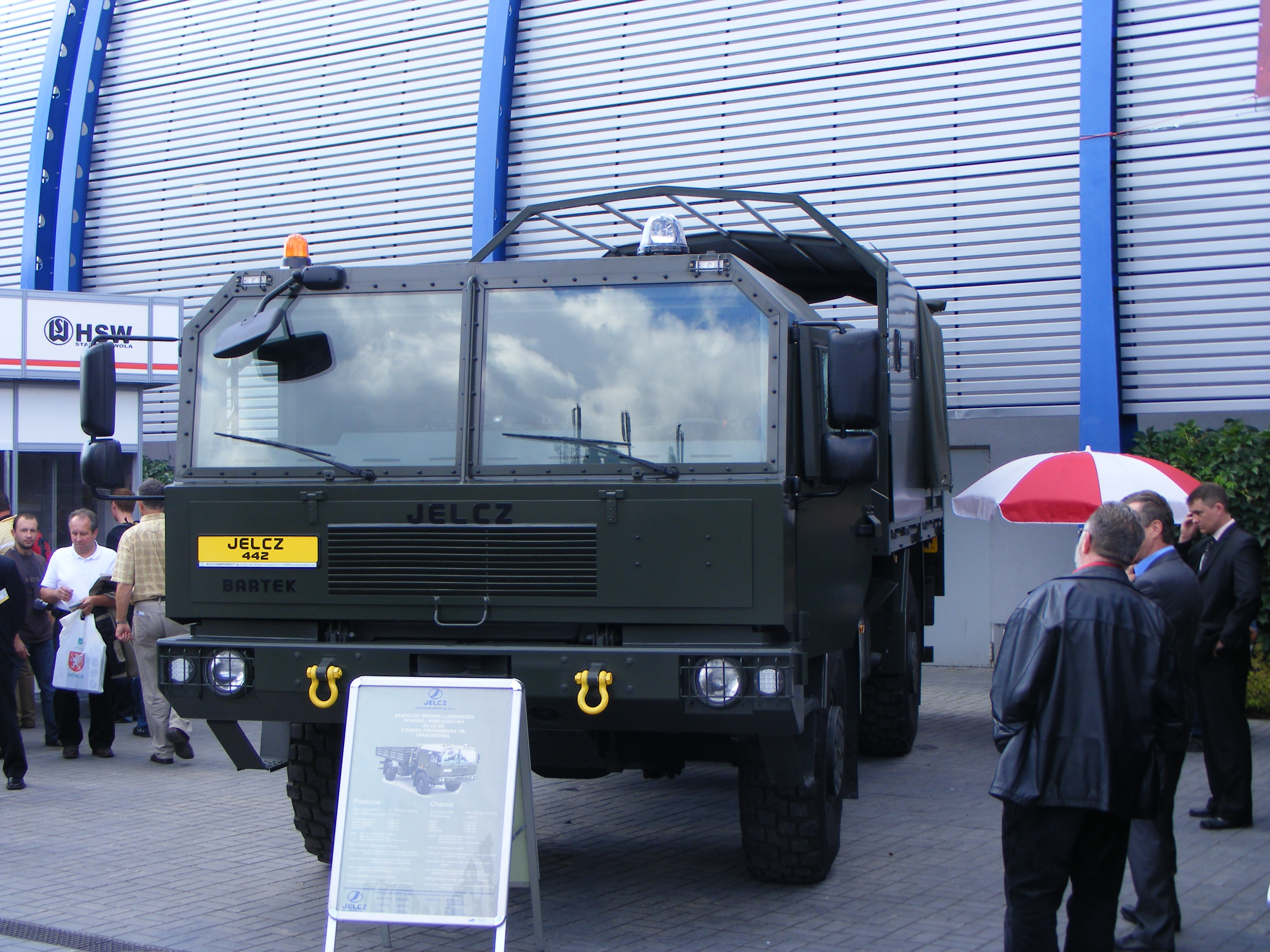
Un camión militar Jelcz P442